# スローシネマ
スローシネマとは、映画における傾向の一種である。長回しの多用、最小限に抑えられたショットのつなぎ、演劇的な内容におけるミニマリズム、物語要素の欠如などが特徴である。 
ときに「スローシネマ」という用語とともに、「瞑想的映画」という用語が使用されることもある。

## 歴史
フランスの映画批評家ミシェル・シマンは、「スローネスの映画」という用語を2003年に使用した。この言葉を初期に使った批評家の1人であるシマンは、タル・ベーラ、蔡明亮、アッバス・キアロスタミといった映画監督の名を挙げ、彼らの作品をもとにこの現象を語ることができると述べた。

2008年のマシュー・フラナガンの記事によって、この概念の理論的土台はさらに発展を遂げた。 記事の主だった内容としては、スローシネマは極端な長回しの使用を基礎的な要素として成り立っており、長回しを用いることで、物語の重要性には力点が置かれず、静寂や日常性が強調されるのだという。フラナガンはスローシネマにおける物語性を排除する傾向について、1950～60年代のヨーロッパのモダニズム映画に端緒を持ち、それをさらに発展させたものだとした。さらに、スローシネマにはアンドレ・バザンの主張を復権させるような傾向が見られるとし、客観的リアリズムや、観客が自分自身で映画を解釈する可能性を与えることを重視したバザンの主張との類似性を指摘した。
「スロー」シネマ（2003年のミシェル・シマンの分類によると、"cinema of slowness"）は、思考する芸術の比類なき一種として理解されるようになった。そこでは形式や時間的な性質がそのまま豊かな感情的表現となって現れる。一方、緩やかなテンポは物語の論理において衝動を取り除くための役割を担っている。
イギリスでは、サイト＆サウンド誌に掲載されたいくつかの記事（ニック・ジェームズによる"Passive Aggressive"を含む）によって、スローシネマという用語が広く用いられるようになった。

## 特徴
特に重要な特徴として、ショットの長さが挙げられる。スローシネマの平均的なワンショットの長さは30秒程度だという。ただしショットの平均的な長さだけでは、その映画がスローであると見なされる理由の説明にはならない。よって、ある映画を何らかの傾向に分類する際には、スローシネマの様式における他のさまざまな要素の点でも質的な分析を行うことが不可欠である。
映画理論家であるリム・ソンヒが、こうした分析のための土台を築いたことで、映画を「スローシネマ」などの傾向に分類することが可能となった。対象の映画作品を「静寂」、「不活発」、「ショットの内容」、「カメラの動き」、「運動」などの形式的な基準によって分析することができる。
物語という観点では、スローシネマではニュートラルな出来事にこそ注意が向けられるべきである。そうした出来事は、極めて些細なディテールの中で描かれており、観客の前で現実の時間に呼応した形で再生される。
例えば石坂健治は、フィリピンの映画監督ラヴ・ディアスの作品群について、スローシネマの美学を「魔術的な境地にまで極めたもの」と評価したうえで、スローシネマを「古典的な映画話法、つまり時間の省略と空間の飛躍によって効率的かつ劇的に物語を語るのではなく、画面内にあらわれる時空間を観客も共有して一緒に生きるような映画」と定義している。
スローシネマ的な傾向を持つ代表的な映画監督であるアンドレイ・タルコフスキーが自身の映画論について述べたところによると、「私は撮影中、ショットのなかの時間の流れを注意深く追い求め、それを再現しようとする」のだという。
上記のことからスローシネマとは、「時間」の概念と強く結びついた志向であり、現実における時間を可能なかぎりそのままの状態でショット内に留め、観客の時間の中で再現するための試みともいえる。

## 評価
ニック・ジェームズは"Passive Aggressive"という記事を発表し、この現象の批評的な論拠に対して疑問を呈した。この記事が論争の契機となり、まもなく他のメディアに場を移して、スティーヴン・シャヴィロなどの映画批評家、哲学者、文化学者らを巻き込んで議論が展開された。
こうしたスローシネマに関する論争の中で、映画研究者のデヴィッド・ボードウェルとクリスティン・トンプソンは、自身のブログにスローシネマに関する記事を掲載した。記事で彼らが結論付けたところによれば、「映画文化は二極化しており、大衆市場向けの速くてアグレッシブな映画と、映画祭やアートハウス系のスローでより厳粛な映画に分かれる」という。
スローシネマの芸術性を支持する意見もある一方で、その過剰なまでの長回しの使用や物語性の欠如について批判する意見も多い。スローシネマは「気取っているうえに非常に退屈で、映画を突き動かすものが何かについて根本的に誤解」しており、「観客に対して無関心どころか、敵対的ですらある」といった批判も聞かれる。
こうした論争から言えることは、「スローシネマ」という用語を学術環境で使用することが適当か否かという疑問に対して、一義的な回答は今のところ存在しないということである。例えば、ハリー・タトルはこの用語に否定的であり、敬意を失わせて出来の悪い類似作品を生みかねない誤った特徴付けであると述べている。タトルは代わりによりポジティブな表現として、"Contemporary Contemplative Cinema"、略して"CCC"という表記を採用している。

## 学術研究
このテーマは学術界では、例えば以下の研究などにより発展を遂げてきた。
- アイラ・ジャフィ："Slow Movies: Countering the Cinema of Action"[8]
- リム・ソンヒ："Tsai Ming-Liang and a Cinema of Slowness"[1]
- ルッツ・コエプニック："On Slowness: Toward an Aesthetic of the Contemporary"[9]

フラナガンは歴史的に「スローシネマ」を解釈し、戦後のモダニズム的かつ実験的な伝統の中に位置付けた。その一方で、ジャフィの研究は、現代映画が織りなす広範な異文化間のスペクトルに焦点が当てられている。
リム・ソンヒは、台湾の映画監督である蔡明亮にひたすら焦点を当て、「スローシネマ」全般の研究のための概念的な基盤や礎を築くものとして蔡明亮の映画を扱った。
コエプニックは、映画的な連続性や長さの美学といった観点からではなく、むしろ現代芸術の多種多様な実践という観点からスローネスを研究することを提唱した。